# Ortodoxie (náboženství)
Ortodoxie (z řeckého orthos, ὀρθός - správný, pravý a doxa, δόξα - mínění, učení, sláva) je trvání na tradičních názorech, ideologii či chování, zejména v náboženství. V řadě náboženství si vyvinuly ortodoxní směry, některá náboženství takto přímo vznikla (například pravoslaví se považuje za křesťanskou ortodoxii) nebo mají ortodoxii dokonce v názvu (např. Kemetic Orthodoxy). Pojem nicméně nebyl znám ve starém Řecku ani Římě, jeho řecký základ vyvěrá z toho, že byl spjat s křesťanským náboženstvím ve východořímské říši, používá se od 2. století a je úzce spjat s ustavením pojmu hereze, jako jeho protiklad. Ortodoxní kult usiluje o přesné zachovávání původních dogmat a rituálů.

## Protestantismus
V protestantismu vznikla ortodoxní teologie jako reakce na baroko a protireformaci, až po smrti Martina Luthera. Chtěla spojit tradiční scholastiku s novým, typicky protestantským akcentem na vykoupení člověka výlučně skrze víru v Krista a Boží milost. Tato první, či též staroprotestantská, ortodoxie vznikala zvláště pod vlivem Kalvínovým. Poté, co vyrašily nové větve protestantismu (Philipp Melanchthon, Matthias Flacius Illyricus), vyvstala potřeba sjednocení. Dohoda z roku 1580 dala vzejít nové ortodoxii (většinou je pod pojmem luterské ortodoxie míněn právě soubor učení vzniklý na základě dohody roku 1580). Typickým jejím rysem se stalo učení o bibli jako bezchybném pramenu křesťanského učení. Každé slovo bible je podle luterské ortodoxie bohem dané či inspirované a pravověrný křesťan se ho musí úzkostlivě držet, což bylo ovšem pojetí, které nebylo vlastní samotnému Lutherovi. Luterská ortodoxie de facto zanikla pod tlakem osvícenství a moderní vědy, byť protestantští teologové sveřepě stavící na výkladu bible jsou za ortodoxní někdy označováni dosud. Naopak protestantští teologové velmi otevření modernímu světu a dialogu s ateismem, jako Karl Barth nebo Reinhold Niebuhr, jsou označováni za "neortodoxní".

## Pravoslaví

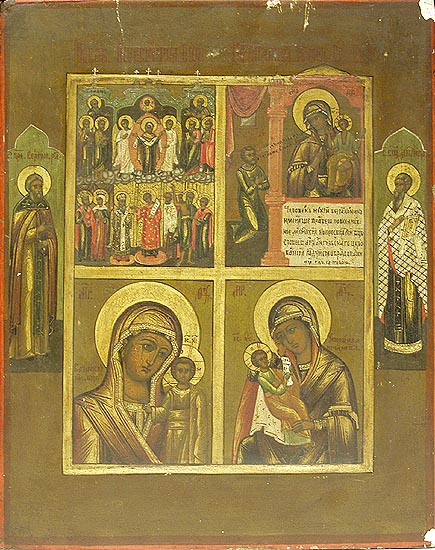
Ikona Bohorodice Matky Nečekané radosti

Pravoslaví samo sebe ortodoxií definuje, pojem pravoslaví je jeden z možných překladů tohoto pojmu. Východní křesťané, stavící na řečtině, se kdysi cítili pravověrnější než křesťané římští, stavící na latině. Jádro byzantské ortodoxie vzniklo ještě před Velkým schizmatem, tedy oddělením od Říma, zhruba v 8. století. Závěry sedmi prvních koncilů, konaných v letech 325 až 787 (dva v Niceji, tři v Konstantinopoli, jeden v Efezu a Chalcedonu) byly prohlášeny za dogma. Zvláštností východní ortodoxie byl důraz na soulad státu a církve (tzv. cézaropapismus). V čele církve tak stál de facto císař. Východní církev se naopak nestala ortodoxní ve smyslu vertikální hierarchie a centralismu církevní struktury (na rozdíl od církve západní). Naopak, od pádu Konstantinopole fungují jednotlivé státní církve (řecká, ruská, bulharská apod.) do značné míry autonomně. V moderním pravoslaví poklesl důraz na koncilní dogmata a vzrostl důraz na víru v to, že Ježíš Kristus byl vtělením Boha, a proto se ho smrt nemohla dotknout (to je také důvod, proč není zobrazován na východě, povětšinou, na kříži, zatímco na západě, který zdůrazňuje, že Ježíš byl i člověk, je lidské utrpení Ježíšovo na kříži naopak akcentováno, zobrazováno a zdůrazňováno). Moderní pravoslavná ortodoxie je také spojena s přísným dodržováním liturgických pravidel, sama Božská liturgie (mše) je v tomto pojetí vnímána jako posvátný akt.

## Islám
V islámu se za ortodoxní někdy označuje islám sunnitský, ale není to přesné. Ortodoxie se v islámu začala formovat od 9. století, kdy v tzv. islámském zlatém věku začal být islám silně ovlivňován klasickou řeckou filozofií, zejména aristotelismem. Ortodoxie se začala vyhraňovat vůči tomuto vlivu. Částečně se také vyhraňovala proti přetrvávajícím předislámským tradicím (které islám často vstřebal podobně jako křesťanství evropské pohanské zvyky). Islámští ortodoxní učenci tehdy za dogma ustavili učení o jedinosti Alláha (tawhíd), což útočilo na "nutkavě se vracející" dualismus, který byl tak typický pro zoroastrismus a manicheismus, jež převládaly na územích, kam se islám rozšířil, v předislámské době. Šlo ovšem také o vyhranění se vůči křesťanskému učení o nejsvětější trojici (kterému muslimové říkají tathlíth). Dalším znakem této původní islámské ortodoxie (podobně jako v ortodoxii protestantské) je důraz na Korán, jeho božskou inspiraci a nutnost doslovné interpretace. Představitelem této původní islámské ortodoxie byl zejména Al-Ašarí, později pak Al-Baqillání. Ve 20. století, v nepřátelské reakci na moderní a západní svět, se začaly rozvíjet různé radikálně konzervativní směry v islámu, někdy shrnované pod pojem islámský fundamentalismus, které jsou také nazývány ortodoxní. Rozvíjejí se v rámci sunnitského směru (wahhábismus, salafíja) i šíitského. Usilují o džihád (boj proti nevěřícím) a za dogma považují tradiční právo šaría.

## Judaismus
V judaismu jsou za ortodoxní označovány ty tradice, které Tóru (bibli) vnímají jako doslovné znění boží vůle sdělené na hoře Sinaj, a vyžadují přísné dodržování halachy, kterou také nevnímají jako výsledek tradice, ale jako boží zákon. Vysoko je také v ortodoxii ceněn Talmud, jako takřka rovný Tóře. Obvykle je ortodoxní judaismus ve sporu s moderním světem, sekularizací apod. Judaismus ovšem není centralizovaný, a tak i pojem ortodoxní judaismus je poměrně nejasný - vztahy mezi jeho různými podskupinami jsou někdy napjaté a přesné hranice ortodoxie jsou předmětem intenzivní debaty. Neexistuje ani autorita, která by mohla v této věci rozhodnout. Obvykle se rozlišují dva ortodoxní proudy - Charedim, považovaný za nejkonzervativnější, a moderní ortodoxní judaismus. Charedim mají negativní vztah ke státu Izrael (tedy sionismu a pojetí židovství jako etnicity), moderní ortodoxní judaisté většinou pozitivní. Vůči ortodoxii je vyhraněn reformní judaismus a konzervativní judaismus (masorti). Reformní judaismus odmítl sionistické pojetí Židů jako národa, konzervativní ho většinou přijal.

## Hinduismus
Za hinduistickou ortodoxii bývá označován směr zvaný Sanátaní (सनातनी). Snaží se následovat učení véd a upanišád v nejčistší možné podobě. K tomu je nutno dodržovat Sanatana dharma, tedy soubor pravidel a povinností. Ortodoxní jsou tak někdy nazýváni též sanatanisté. Někdy je za ortodoxní hinduismus označován též takový, který má blízko k nacionalismu.

## Buddhismus
V buddhismu bývá za ortodoxní označována především Théraváda, obzvláště pak ctitelé pravidel Vinaja (obvykle mniši).